# Индивидуальный предприниматель (Беларусь)
Индивидуа́льный предпринима́тель (сокращённо — ИП) в Республике Беларусь — физическое лицо, зарегистрированное в установленном законом порядке и осуществляющее предпринимательскую деятельность.

## Налоги
Индивидуальные предприниматели вправе применять следующие системы налогообложения:
- единый налог (при оказании услуг физлицам)
- подоходный налог (ПДН, 20 % от дохода если вне Парка высоких технологий)
- упрощённую систему налогообложения[1] (УСН, отменена с 2023 года[2]) если валовая выручка нарастающим итогом за первые девять месяцев года, предшествующего календарному году, в котором они претендуют начать применение упрощенной системы составляет не более 315 000 белорусских рублей (около 119 850 долларов по курсу на февраль 2021) и если не является резидентом Парка высоких технологий[3]; лимит для прекращения применения УСН: без уплаты НДС: 1 337 415 белорусских рублей дохода в течение календарного года (около 508 871 доллар по курсу на февраль 2021), с уплатой НДС: 420 000 белорусских рублей в течение календарного года (около 159 805 долларов по курсу на февраль 2021)[4].
  - 6 %[5] от валовой выручки без НДС: единственный возможный сценарий для Упрощённой системы налогообложения в 2022 году. Если подкласс вида деятельности 62010, то в него не входит разработка веб-сайтов с последующим размещением в интернете[6].
  - До 2022 года: 3 % от валовой выручки с НДС[7] (выгодней, если заказчики находятся вне Республики Беларусь и, следовательно, НДС не выплачивается, и декларации по НДС не нужно предоставлять),[8].
- Общую систему налогообложения

Тогда как компании из Парка высоких технологий уплачивают 13 % от подоходного налога (с 2021 года, до 2021 года ставка составляла 9 %).
Регистрация ИП и отчисления в ФСЗН не требуются при оказании следующих услуг физическим лицам на территории Республики Беларусь (к уплате только единый налог):
- разработка веб-сайтов
- установка (настройка) компьютеров и ПО
- восстановлению компьютеров после сбоя
- ремонт, техническое обслуживание компьютеров и периферийного оборудования
- обучение работе на персональном компьютере.

Также индивидуальный предприниматель оплачивает отчисления в фонд социальной защиты населения — минимум около 500 долларов в год, оплата не позднее 1 марта года, следующего за отчетным годом. Индивидуальный предприниматель обязан выплачивать в ФСЗН лишь при осуществлении деятельности с получением дохода.
Столь низкие налоги для ИП существуют на Украине: 5 % вместо 3 % от дохода, зато ниже отчисления в фонд социального страхования: около 444 долларов в год (22 % от минимальной заработной платы). Ещё ниже налоги в Грузии: 1 % без ФСЗН при обороте до 150 000$ либо 3 % при обороте выше 150 000$, возможно получить вид на жительство, хотя и без него в Грузии можно находиться год, после чего достаточно пересечь границу. Счёт белоруссы (не резиденты Грузии) могут открыть в Грузинском банке, но это не обязательно — банковский счёт может оставаться в Беларуси. Документы на открытие ИП в грузии заполняются на грузинском языке, существуют посредники, которые за плату заполняют документы. При открытии ИП в Грузии нужно указать юридический адрес.

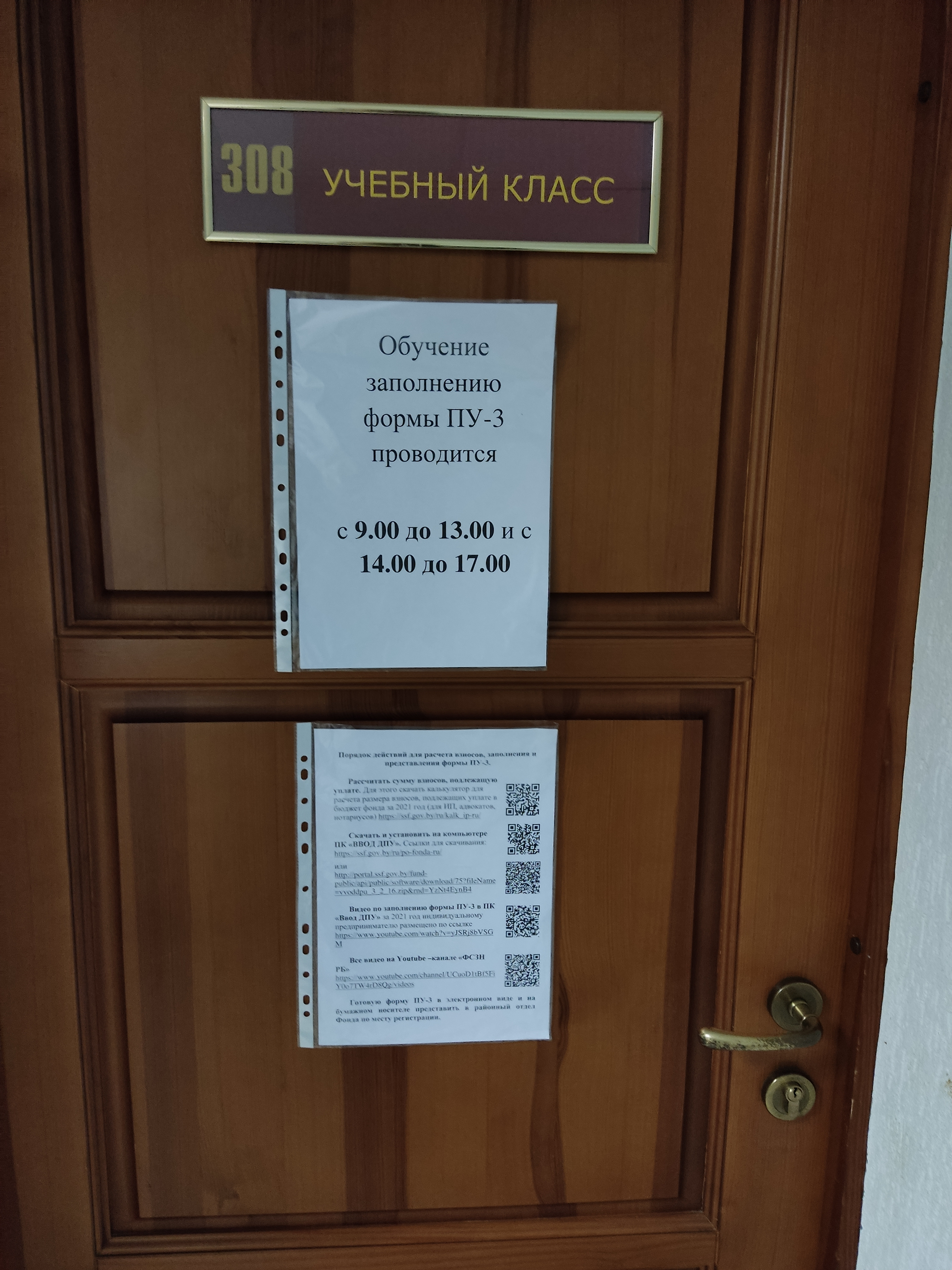
Кабинет по обучению заполнения формы ПУ-3, Толбухина 6, чем можно воспользоваться, если отсутствует Windows

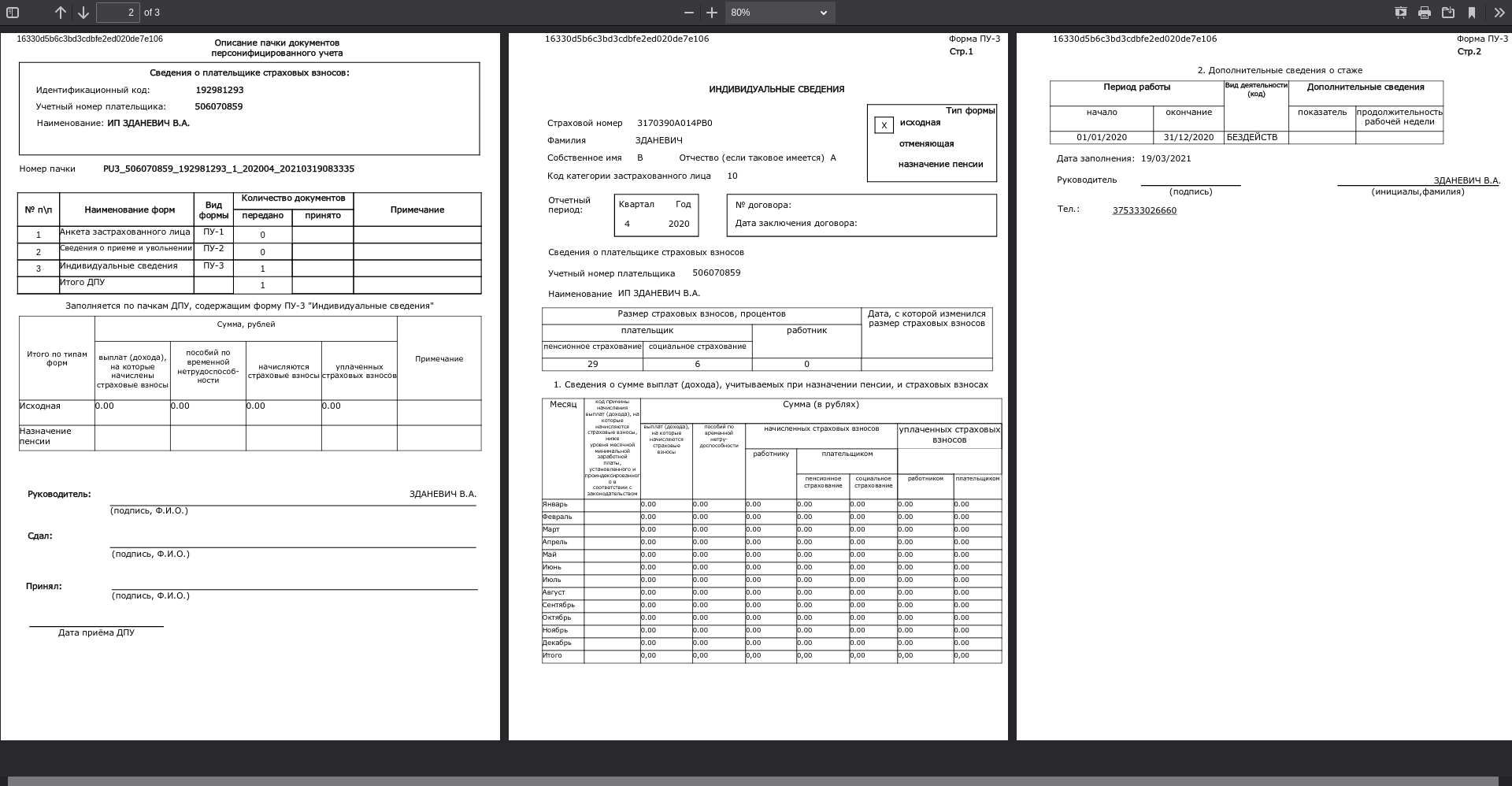
Заполненная форма ПУ-3 при отсутствии экономической активности

По 31 марта индивидуальный предприниматель может предоставить форму ПУ-3 (персонифицированного учёта) за прошедший год в Фонд социальной защиты населения. Периоды осуществления и неосуществления предпринимательской деятельности, суммы обязательных страховых взносов за периоды деятельности отражаются плательщиком самостоятельно и предоставляются в органы фонда социальной защиты для их занесения в индивидуальный лицевой счёт застрахованного лица. Важно при отсутствии экономической активности, чтобы не платить ФСЗН за месяцы простоя: при неподаче ПУ-3 к оплате будет сумма как за все месяцы работы. ПУ-3 заполняется в программе Ввод ДПУ, разработана для Windows, работает в виртуальной машине. На USB-флэшке вместе с тремя распечатанными страницами необходимо принести txt-файл, сгенерированный программой, несмотря на COVID-19 в республике.
Пример имени сгенерированного файла для Фонда социальной защиты: PU3_506070859_192981293_1_202004_20210319083335.txt.
Файл, который ждут от плательщика на флэшке. Здесь показан случай, когда за весь год отсутствовала экономическая деятельность:
```
ЗГЛВ=1.7=
<ПАЧК=192981293=506070859=ИП ЗДАНЕВИЧ В.А.=PU3_506070859_192981293_1_202004_20210319083335= = =1=
ТИПД=ПУ-3=1=0,00=0,00=0,00=0,00=>
<ПУ-3=И=506070859=3170390A014PB0=ЗДАНЕВИЧ=В=А=10= = =0,00=0,00=0,00=0,00=0,00=0,00=0,00=12=1=19/03/2021=4=2020=375333026660=
НЧСЛ=1=0,00=0,00=0,00=0,00=0,00=0,00=0,00=0=29=6= = =
НЧСЛ=2=0,00=0,00=0,00=0,00=0,00=0,00=0,00=0=29=6= = =
НЧСЛ=3=0,00=0,00=0,00=0,00=0,00=0,00=0,00=0=29=6= = =
НЧСЛ=4=0,00=0,00=0,00=0,00=0,00=0,00=0,00=0=29=6= = =
НЧСЛ=5=0,00=0,00=0,00=0,00=0,00=0,00=0,00=0=29=6= = =
НЧСЛ=6=0,00=0,00=0,00=0,00=0,00=0,00=0,00=0=29=6= = =
НЧСЛ=7=0,00=0,00=0,00=0,00=0,00=0,00=0,00=0=29=6= = =
НЧСЛ=8=0,00=0,00=0,00=0,00=0,00=0,00=0,00=0=29=6= = =
НЧСЛ=9=0,00=0,00=0,00=0,00=0,00=0,00=0,00=0=29=6= = =
НЧСЛ=10=0,00=0,00=0,00=0,00=0,00=0,00=0,00=0=29=6= = =
НЧСЛ=11=0,00=0,00=0,00=0,00=0,00=0,00=0,00=0=29=6= = =
НЧСЛ=12=0,00=0,00=0,00=0,00=0,00=0,00=0,00=0=29=6= = =
СТАЖ=01/01/2020=31/12/2020= =БЕЗДЕЙСТВ= = =>
```

Налоги и отчисления в фонд социальной защиты населения можно оплачивать онлайн, с 2019 года также и с macOS и Linux — необходимый ранее USB-ключ, который работал только под Windows стало возможно поменять на SMS.

## Счёт в банке
Индивидуальные предприниматели обязаны иметь счёт в банке в белорусской или иностранной валюте.